# 코발트 실버 킹스
코발트 실버 킹스(Cobalt Silver Kings)는 1909년부터 1910년까지 온타리오주 코발트를 연고지로 하는 NHA 소속 아이스 하키팀이다.

## 역대 홈경기장
| 경기장           | 사용기간      | 수용인원 | 장소              | 비고 |
| ---------------- | ------------- | -------- | ----------------- | ---- |
| 코발트 실버 킹스 |               |          |                   |      |
| 더 스포츠 팰리스 | 1906년~1911년 | 3,500명  | 온타리오주 코발트 | 빈칸 |

## 같이 보기
- 헤일리베리 코메츠
- 렌프루 크리머리 킹스